# Homewood Canyon-Valley Wells
Homewood Canyon-Valley Wells es un lugar designado por el censo ubicado en el condado de Inyo en el estado estadounidense de California. En el año 2000 tenía una población de 75 habitantes y una densidad poblacional de 0.5 personas por km².

## Geografía
Homewood Canyon-Valley Wells se encuentra ubicada en las coordenadas 35°50′39″N 117°20′23″O / 35.84417, -117.33972. Según la Oficina del Censo, la ciudad tiene un área total de 137,4 km² (53,1 mi²), de la cual 137,4 km² (53,1 mi²) es tierra y 0 km² (0 mi²) (0%) es agua.

## Demografía
Según la Oficina del Censo en 2000 los ingresos medios por hogar en la localidad eran de $12,109, y los ingresos medios por familia eran $12,109. Los hombres tenían unos ingresos medios de $¿? frente a los $¿? para las mujeres. La renta per cápita para la localidad era de $21.4. Alrededor del 8.6% de la población estaban por debajo del umbral de pobreza.